# Pártos Ferenc
Frank Partos (Pártos Ferenc, Budapest, 1901. július 2. – Los Angeles, 1956. december 23.) magyar származású  forgatókönyvíró, dramaturg.

## Élete
Apja magyarosította a Pausch családnevet Pártosra. Az anyja vezetékneve Salamon volt. Ferenc Budapesten járt iskolába, majd kivándorolt Amerikába. A húszas évek vége felé érkezett Kaliforniába. Ajánlólevele volt Irving Thalberghoz. Irving Thalberg elhatározta, hogy filmet készít Vicki Baum Menschen im Hotel című könyvéből. Partos írta a szinopszist, Balázs Béla írta a forgatókönyvet. Partos neve nem szerepelt a filmen, ezért elhagyta az MGM-et.[forrás?]
Hollywoodban nagy sikere lett. A harmincas évek közepén a Screen Actor Guild szakszervezet elnökségi tanácsában vett részt. 1939-ben átlépett az RKO Pictures-höz. Detektívtörténetek elkészítésében vett részt.[forrás?]
Cary Grant három filmjében szerepelt. Legnagyobb sikere a Mary Jane Ward regényéből írt Kígyóverem című filmmel volt, amiben Olivia de Havilland szerepelt. Partost Oscar-díjra is jelölték.

## Forgatókönyvei
- When the West Was Young, 1932[1]
- Thirty-day Princes,[2] 1934
- Wings in the Dark,[3] 1935
- Last Outpost,[4] 1935
- Stanger on the Third Floor, 1940
- The Snake Pit[5] (Kígyóverem), 1948
- House on Telegraphy Hill,[6] 1951